# Saint-Denis-des-Monts
Saint-Denis-des-Monts ist eine französische Gemeinde mit 208 Einwohnern (Stand: 1. Januar 2022) im Département Eure in der Region Normandie (vor 2016 Haute-Normandie). Die Gemeinde gehört zum Arrondissement Bernay und zum Kanton Grand Bourgtheroulde. Die Einwohner werden Dionysiens genannt.

## Geografie
Saint-Denis-des-Monts liegt in Nordfrankreich etwa 38 Kilometer südwestlich von Rouen. Umgeben wird Saint-Denis-des-Monts von den Nachbargemeinden Thénouville im Norden, Les Monts du Roumois im Osten und Nordosten, Saint-Éloi-de-Fourques im Süden sowie Saint-Philbert-sur-Boissey im Westen.

## Bevölkerungsentwicklung
| Jahr                      | 1793 | 1851 | 1886 | 1921 | 1962 | 1968 | 1975 | 1982 | 1990 | 1999 | 2006 | 2013 |
| Einwohner                 | 408  | 348  | 220  | 178  | 160  | 150  | 139  | 175  | 185  | 180  | 188  | 218  |
| Quelle: Cassini und INSEE |      |      |      |      |      |      |      |      |      |      |      |      |

## Sehenswürdigkeiten
- Kirche Saint-Denis